# Snorri Sturluson

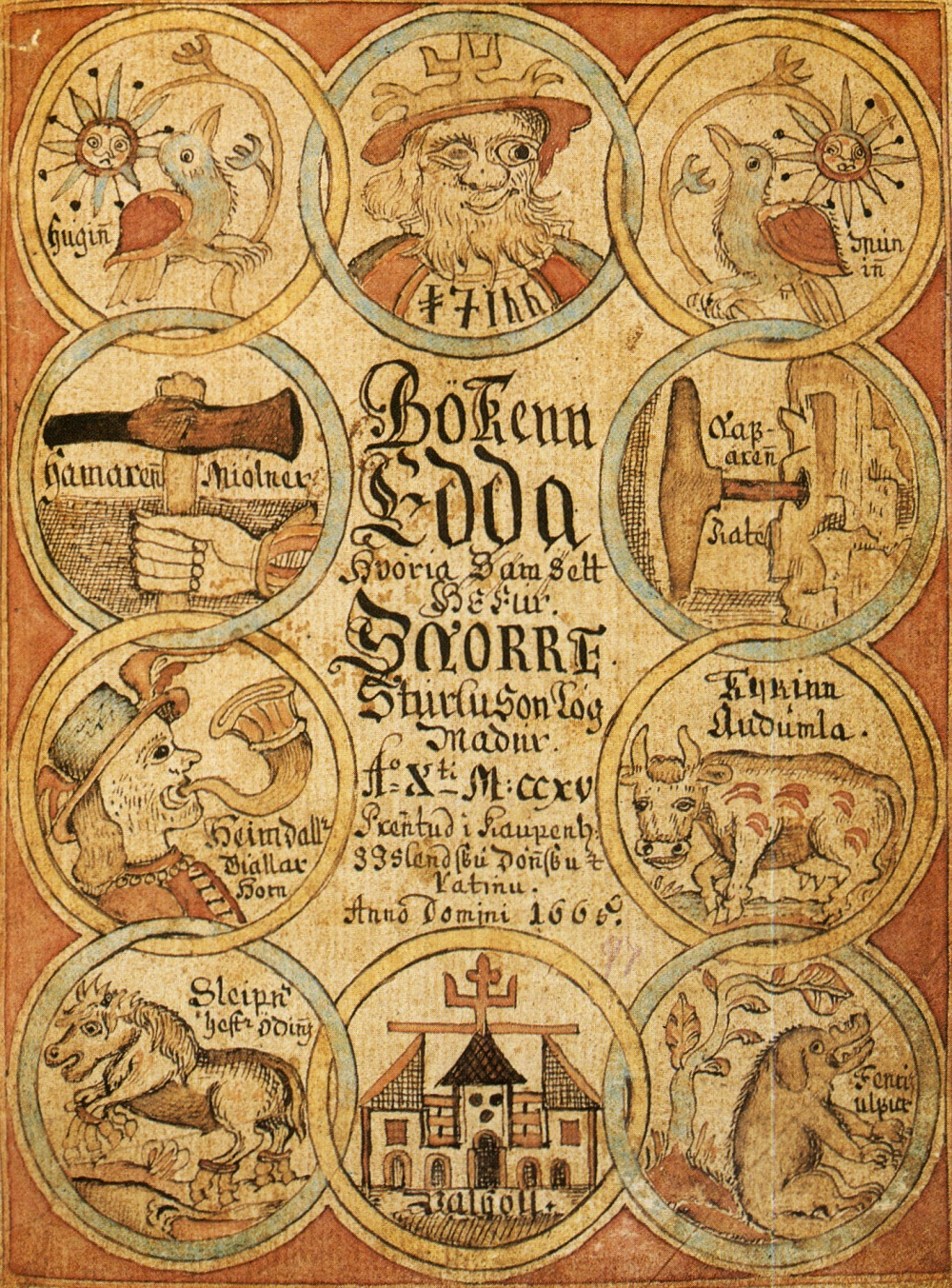
Druckausgabe der Snorra-Edda von 1666

Statue Snorri Sturlusons von Gustav Vigeland in Reykholt

Snorri Sturluson /ˈsn̥ɔrrɪ ˈstʰʏrtl̥ʏsɔn/ (* 1179 in Hvammur í Dölum; † 23. September 1241 in Reykholt) war ein isländischer Skalde (Dichter) und Historiker. Des Weiteren war er ein bedeutender isländischer Machthaber.

## Familie und Bildung
Snorri Sturlusons Eltern waren Sturla Þórðarson und Guðný Böðvarsdóttir. Mit ihnen wurde das Geschlecht der Sturlungar begründet. Aufgezogen wurde er – nach dem Brauch der Zeit, ähnlich wie in Mitteleuropa bei den Knappen der Ritter – von einem mächtigen Mann, Jón Loftsson (1124–1197), der als einer der einflussreichsten Goden und klügsten Männer Islands beschrieben wird. Loftsson kam aus einer mächtigen Familie, deren Linie bis auf Hálfdan svarti zurückreichte, und lebte in Oddi, einem kulturellen Zentrum des mittelalterlichen Island. Deshalb hießen er und seine Nachfahren auch Oddaverjar.
In Oddi lernte Snorri das Lesen und Schreiben und bekam Unterricht in Latein, Theologie, Geographie und isländischem Recht. 1199 heiratete er in erster Ehe Herdís Bersadóttir († 1233). 1206 trennten sie sich, und er zog nach Reykholt, wo er den Rest seines Lebens seinen Wohnsitz hatte. In zweiter Ehe heiratete er 1224 Hallveig Ormsdóttir († 1241). Snorri hatte zwei ältere Brüder, Þórðr und Sighvatr.

## Werke
Snorri Sturluson gilt als Autor der Snorra-Edda (auch Prosa-Edda, unpräzise Jüngere Edda genannt), u. a. eines Lehrbuchs für Skalden. Nur die älteste der vier Handschriften dieses Werkes nennt den Namen des Autors. Da auch sie erst etwa 60 Jahre nach seinem Tod entstand und die einzelnen Handschriften sich stark voneinander unterscheiden, weil das Werk als Lehrbuch nach den jeweiligen Bedürfnissen des Unterrichts von den Abschreibern verändert wurde, ist es möglich, dass auch in der ältesten erhaltenen Fassung nicht alle Teile von Snorri selbst stammen.
Die Prosa-Edda setzt sich aus vier Teilen zusammen: Prologus und Gylfaginning bilden eine Einführung in die Nordische Mythologie aus euhemeristischer Sicht, d. h. die altnordischen Götter werden als vergöttlichte Heroen oder Könige dargestellt. Demnach erscheinen Njörd und Freyr als einander auf den schwedischen Thron folgende Könige.
Das Skáldskaparmál als Poetologie informiert über die skaldischen Stilmittel, kenningar und heiti. Den letzten, wahrscheinlich aufgrund Snorris gewaltsamen Tods unvollendeten Teil bildet das Háttatal, eine Verslehre.
Schließlich ist er auch mit sehr großer Sicherheit der Autor vieler Teile der Heimskringla, einer Geschichte der norwegischen Könige. Manche vermuten außerdem wegen einiger Stilähnlichkeiten zwischen der Egils saga und der Heimskringla, dass er auch der Urheber der Egils saga sei. Die Argumente dafür stehen allerdings auf äußerst schwachen Füßen.

## Politik
Snorri Sturluson gehörte zur Führungsschicht der Goden. Seine Familie, die Sturlungar, wurde unter ihm eine der mächtigsten im Lande, deren Mitglieder einander aber zugleich befehdeten. Er selbst hatte zweimal das Amt des Gesetzessprechers, die einflussreichste Position im Althing, inne. Nach den Sturlungar, die von Snorris Vater Sturla begründet wurden, wird die Zeit von 1180 bis 1262 in der Geschichte Islands als „Sturlungenzeit“ bezeichnet.
Im Sommer 1218 segelte Snorri von Island nach Norwegen. Dort besuchte er den Jarl Skuli Barðsson während des Winters, wurde sein Gefolgsmann, und weilte im darauffolgenden Sommer bei Eskil Magnusson und dessen Frau Kristina Nilsdóttir Blake in Skara. Sie waren beide mit der königlichen Familie verwandt. Zudem wurde er Lehnsmann des norwegischen Königs Håkon Håkonarson und hielt sich an dessen Hof auf.
Als Reaktion auf einen gewaltsamen Konflikt zwischen norwegischen Händlern und Isländern in den Jahren 1218–1220 schickte Håkon Håkonarson Snorri nach Island, um dort den Frieden wieder herzustellen und „das Land unter den König zu bringen“. Snorri ist damit der erste persönlich greifbare Vertreter eines norwegischen Königs auf Island. Wie weit Snorri in den folgenden Jahren die Interessen des norwegischen Königtums vertrat, ist heute nicht mehr fassbar. Seine eigene Machtstellung auf Island baute er durch Heirat und die Verheiratung dreier Töchter in Godenfamilien aus. Allerdings nahmen auch kriegerische Auseinandersetzungen und wechselnde Allianzen innerhalb seines Verwandtschaftsnetzwerks zu. Insbesondere kam es zu wiederholten Kämpfen zwischen Snorri und seinem Neffen Sturla Sighvatsson sowie den jeweiligen Gefolgschaften. In diesem Rahmen eroberte Sturla 1238 Bessastaðir und zwang Snorri zur Flucht aus Island. Im Folgejahr wurde Sturla jedoch erschlagen. 1239 kehrte Snorri nach Island zurück und beanspruchte die Herrschaft über den Westteil der Insel. Damit hatte er aber gegen eine Anordnung König Håkons verstoßen, dass Isländer in Norwegen das Land nicht verlassen durften. Der König beauftragte daraufhin den südisländischen Goden und früheren Schwiegersohn Snorris Gizurr Þorvaldsson, Snorri entweder gefangen zu nehmen oder zu erschlagen. Gizurr verbündete sich daraufhin mit zwei Stiefsöhnen Snorris, die mit diesem im Streit lagen. Am 23. September 1241 überfiel Gizurr mit einer kleinen Gefolgschaft Snorri in Reykholt und erschlug ihn dort. Möglicherweise kam damit über das Lehnsverhältnis zur norwegischen Krone das Gut Bessastaðir aus Snorris bereits vorherigem Besitz in die Hand der norwegischen Krone. Das Anwesen blieb bis ins 18. Jahrhundert der Sitz des königlichen Vertreters auf Island.
Direkt nach dem Tod Snorris übernahm der königstreue Þorgils Skardi die Position des mächtigsten Mannes Islands. Später ernannte König Håkon schließlich Gizurr zum neuen Jarl auf Island.

## Zum Namen
Im Isländischen gibt es im Allgemeinen keine erblichen Nachnamen, sondern nur Vatersnamen, in der Form Sohn des bzw. Tochter des nach dem Vornamen. Daher sollte Snorri Sturluson (Sohn von Sturla) nicht „Sturluson“, sondern eher „Snorri“ abgekürzt werden. Der Name Snorri stellt sich zum Verb aisl. snarfla ‚röcheln‘. Snorri ist auch heute noch in Island ein beliebter männlicher Vorname. Erbliche Vatersnamen deuten auf dänische Vorfahren hin, z. B. die Familie Briem.

## Sonstiges
Snorri ließ nahe seinem Haus ein heißes Bad bauen, heute bekannt als Snorralaug, das von einer in Island typischen heißen Quelle gespeist wird. Die Badestelle besteht noch heute und gilt als Touristenattraktion.